# سالم خلفان
سالم خلفان (مواليد 20 ديسمبر 1994، لاعب كرة قدم إماراتي يجيد اللعب في الهجوم .
مثل نادي الذيد في الفئات السنية وانتقل إلى نادي الشارقة في عام 2009 و انتقل إلى نادي الحمريه في عام 2017 .

## روابط خارجية
- سالم خلفان على موقع Soccerway.com (الإنجليزية)